# Програма Л2
Програма Л2 — допоміжна програма, створена для повної реалізації програми Н1-Л3.

## Історія проекту
Ще до розгортання місячно-облітної і місячно-посадкової програм в СРСР були розроблені технічні пропозиції щодо створення і використання в місячних експедиціях важкого місяцеходу Л2 і місячної орбітальної станції Л4. Проект з'явився одночасно з програмою Л1 — у вересні 1963 року. Він полягав у запуску на супутник Землі «Місяцехода», керованого дистанційно з Землі. Він був прямим предком «Місяцехода-1» і «Місяцехода-2», які були створені на його основі і працювали на Місяці відповідно в 1970 і 1972 роках.

## Конструкція
Сам апарат Л-2 складався з наступних компонентів: місяцеходу і системи, яка доставляла б його на місячну поверхню.
Гусеничний всюдихід розвивав швидкість до 4 км/год і був здатний переміщатися на значні відстані: його ресурс становив 2500 км. Місяцехід складався з рухового відсіку з електродвигунами, відсіку обладнання з системами зв'язку/управління та енергетичної установки на основі сонячних батарей та акумулятора або, що імовірніше, радіоізотопних джерел, а може навіть і ядерного реактора.
Апарат з місяцеходом мав здійснити посадку на Місяць без заходу на орбіту його супутника. Для цих цілей орбітальна частина повинна була забезпечити маневрування на орбіті ШСЗ, виведення на траєкторію польоту до Місяця, попереднього гальмування в Місяця на висоті 200—300 км і остаточно гальмування у поверхні для забезпечення м'якої посадки на вертикальній швидкості 2-4 м / с. Повна маса на низькій навколоземній орбіті склала б 23 тонни, як у програмі Л-1, і з них досягла поверхні Місяця 5000 кг.
Як і для Л1, все необхідне виводилося в ході 6 запусків РН «Союз»: місяцехід, розгінний блок тощо.

## Призначення
Основною метою місяцеходу було проведення наукових досліджень на місячній поверхні і пошук найсприятливіших місць для посадки в майбутньому пілотованих апаратів, для яких він повинен був бути ще й радіомаяком для точнішої орієнтації.
На місяцеході стояла б телевізійна камера, що дозволялаб отримувати кругові панорами, інструменти для вивчення механічних властивостей і структури ґрунту. Спеціальні датчики давали б відомості про сонячну радіацію і космічні промені, що також було необхідно для забезпечення пілотованої експедиції.